# Ceylin del Carmen Alvarado
Ceylin del Carmen Alvarado   (Municipio de Cabrera, 6 d'agost de 1998) és una ciclista holandesa, que combina tant la carretera com el ciclocròs. Actualment milita a l'equip Fenix-Deceuninck.
En el seu palmarès hi destaca un títol mundial de ciclocròs l'any 2020 i dues medalles d'or i plata al campionat europeu.

## Palmarès en ciclocròs
- 2018–2019
  -  Campiona d'Europa sub-23
  -  Campiona dels Països Baixos sub-23
  - Campiona de la Copa del món sub-23
  - Campiona del Superprestige sub-23

- 2019-2020
  -  Campiona del món
  -  Campiona d'Europa sub-23
  -  Campiona dels Països Baixos
  - Campiona de la Copa del món sub-23
  - Campiona del Superprestige
  - Campiona del Superprestige sub-23
  - Campiona del Trofeu DVV Verzekeringen
- 2020-2021
  -  Campiona d'Europa
- 2022-2023
  - Campiona del Superprestige
- 2023-2024
  - Campiona de la Copa del món
  - Campiona del Superprestige

## Palmarès en ruta

### Resultats a les Grans Voltes

#### Giro d'Itàlia
- 2024: 58a posició

#### Volta a Espanya
- 2025: 65a posició